# Torrent del Boledar

El Torrent del Boledar, respecte del terme de l'Estany

El Torrent del Boledar és un torrent del terme municipal de l'Estany, a la comarca del Moianès.
Es forma a prop i al nord-oest del nucli urbà de l'Estany, en el vessant sud-est del Serrat dels Lliris, a migdia dels Restobles del Boledar i al sud del Collet de les Llebres. Des d'aquest lloc davalla cap a ponent, però fent un ample arc inflexionat cap al nord. Ressegueix tot el vessant meridional del Serrat dels Lliris, i a prop i al nord-est de la masia de Montfred es transforma en el torrent de Montfred.